# La Ermita (Chile)
La Ermita es una localidad rural ubicada en la precordillera de los Andes, localizada a 18 km al este de Santiago de Chile, perteneciente a la comuna de Lo Barnechea.

## Acceso
Se accede por la carretera G-21 (camino a Farellones).

## Descripción
Debe su lugar a una ermita presente en el lugar en un otero que domina la confluencia de los ríos Molina y San Francisco donde se forma el Río Mapocho En la ribera norte del Río Mapocho se encuentra la localidad de Cometierra.
Es la entrada hacia la cordillera donde se recibe a los turistas que visitan el lugar. Se establece como base para conocer e internarse en el valle, recibiendo al mismo tiempo a los turista que van de paso.  

### Loteos
En el kilómetro 8 la ruta está más despoblada y al llegar al km 11,5, sector conocido como La Ermita, se encuentran el acceso al fundo Santa Matilde y al retén.
En la década de 1980s la familia Maira Rojas, pionera del sector y dueña del fundo Santa Matilde (donde nace el Mapocho) loteó uno de sus tantos terrenos ubicados entre los km 6 y 7, y dio origen, así, a 51 parcelas de agrado. Cada una de 1,7 hectáreas.

### Medialuna
Permite la práctica del rodeo, proporcionando actividades turísticas que generen ingresos para el mantenimiento del lugar.  

### La Junta
Está orientado para los que buscan tener mayor relación con la naturaleza: la vegetación, el agua y las vistas panorámica.

### Ruta del Cóndor
La Ruta del Cóndor es un camino bastante agreste que parte desde La Ermita en el Camino a Farellones hasta Los Maitenes en el Cajón del Maipo. Es un camino que sigue las torres de alta tensión en bicicleta y posiblemente, alguna vez lo hicieron motos y jeeps. En Google Earth se ve claramente el camino.

## Mountain Bike
Hay una ruta desde La Ermita hasta San Carlos de Apoquindo que se puede hacer caminando o en Mountain bike.

### Carabineros de Chile
Carabineros de Chile (Policía) tiene una unidad en la localidad llamado Control Ermita. Su dirección es  Camino Farellones km. 12. Su teléfono es (562) 2306049.

## Orografía
Las elevaciones circundantes más cercanas son:
- Alto El Olivillo (8,1 km)[11]
- Cerro Pacheco (15,8 km)[11]
- Cerro Boñiguita (16,2 km)[11]
- Alto El Toro (20,4 km)[11]
- Cerro Las Canoítas (24,3 km)[11]
- Cerro El Medio (26 km)[11]
- Cerro Provincia (27,9 km)[11]

## Hidrografía
Además de los ríos antes mencionados se encuentran cursos de agua que se secan en la estación seca.
- Quebrada Maquicillos (28,4 km)[11]
- Quebrada de Las Masas (34,9 km)[11]

Corriente abajo del Río Mapocho, se encuentra el Puente Ñilhue (27,2 km)